# Turisme responsable

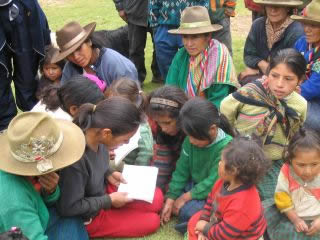
Quítxues del Perú

El Turisme responsable és un moviment que aposta per la sostenibilitat de l'acció turística i ho fa mitjançant una sèrie d’accions que treballen tenint sempre en compte tres pilars bàsics: Concretar els models de desenvolupament turístic de manera sostenibles i específica per a cada una de les diferents zones destinatàries, de manera que es puga sempre respectar les característiques pròpies de cada una d’aquestes zones, ja siguen de tipus social, cultural, econòmiques o ambientals; Evitar i inclús lluitar contra els impactes negatius que el turisme presenta o pot arribar a presentar en els llocs de destí i al seu entorn; i exigir la responsabilitat de tots els implicats, turistes, tour-operadors, amfitrions i institucions, i valorar els impactes negatius que pugen provocar.
Es diferencia del turisme sostenible en tant el turisme responsable posa l'èmfasi en les accions que duen a terme els individus i els grups per a tenir en compte els temes relacionats amb la sostenibilitat que es produeixen als llocs concrets de destinació i tenint en compte les característiques idiosincràtiques d'aquests llocs i sempre donant informació transparent del que es fa per a atendre les prioritats existents.